# Dragon Posse
Dragon Posse (conocido por Dragon Posse Project) es un proyecto chileno de Downtempo y música electrónica formado en 2009 por Adolfo Mendez Aka Z-1, que mezcla elementos que van desde el Jazz, Triphop, Dub y el Ambient entre otros estilos musicales como la música negra y samplers. 

## Biografía
Adolfo Mendez a los 15 años vivía en la comuna de Santiago junto con su madre en el Barrio República echaurren, descubrió la música electrónica en general, gracias a una joven empleada doméstica llamada Evelyn que era DJ. Ella tocaba en discoteques de Lautaro y en Temuco, ambos conversaban del arte del disc jockey y la música chilena en general. Eso lo ayudó inconscientemente a motivarse en la música. Aunque ya desde niño a los 11 años aprendió a tocar el piano. Influenciado por la música negra y la electrónica grupos como 808 state, Ultramarine, Fattburger, Daft Punk, Plaid, Afrika Bambaataa, Massive Attack, Art of Noise, St Germain, United Future Organization entre otros.
En 2009. Dragon Posse lanza su primer disco Antizzeptico con toques de Chill-Out, Ambient y House, con un estilo inspirado de la música de los 80s y 90s, 
En 2011, aparece un EP llamado Missionary Girl con ingredientes electrónicos hip hop y breakbeat. Rindiéndole un homenaje al hiphop de la vieja escuela.
En 2012, aparece su segundo disco Mtrpolitan bajo el sello Evil Records (España), en este álbum se centra un Downtempo más suave y relajado y algunos temas más agitados pero con toques de Jazz. El tema más destacado del álbum fue Tranzze, lanzado en el programa Nación Eléctrica por Radio Uno, Y en otras estaciones de radio internacionales en línea. La foto en blanco y negro del álbum fue tomada en la comuna de Providencia frente a Almacenes Paris, en la imagen se ve el concepto del progreso del ser humano de hoy.

## Discografía

### Álbumes
- Antizzeptico (2009)
- Mtrpolitan (2012)

### EP
- Missionary Girl (2011)
- Love Fuck Wars (2014)